# Jos Ansoms
Jos J. Ansoms (Loenhout, 17 januari 1947) is een Belgische voormalig politicus voor CD&V.

## Biografie
Jos Ansoms studeerde af als licentiaat in de politieke en sociale wetenschappen aan de Katholieke Universiteit Leuven en voltooide er tevens een opleiding aan het Interfacultair Instituut voor Ruimtelijke Ordening en Stedenbouw. Van 1970 tot 1972 werkte hij als bediende bij de Bank van Brussel en van 1972 tot 1977 was hij bestuurssecretaris voor Stedenbouw op het ministerie van Openbare Werken. Daarna was hij van 1977 tot 1981 attaché voor ruimtelijke ordening, leefmilieu, streekeconomie en huisvesting op het kabinet van Rika De Backer in het Ministerieel Comité voor Vlaamse Aangelegenheden.
Op 23 juni 1972 legde hij de eed af als burgemeester van Loenhout, waar hij in oktober 1970 voor de toenmalige CVP werd verkozen tot gemeenteraadslid. Hij was 25 jaar en daarmee toen de jongste burgemeester van België. Hij was de laatste burgemeester van Loenhout, dat in 1977 een deelgemeente werd van Wuustwezel. Ansoms werd na de fusie in 1977 burgemeester van fusiegemeente Wuustwezel. In 2012 besloot hij niet meer deel te nemen aan de gemeenteraadsverkiezingen. Hij werd als burgemeester van Wuustwezel opgevolgd door Dieter Wouters.
Hij was ook actief in de nationale politiek en van 8 november 1981 tot 12 januari 2005 zetelde hij in de Kamer van volksvertegenwoordigers, tot 2003 voor het arrondissement Antwerpen en nadien tot 2005 voor de provinciale kieskring Antwerpen. Hij was jarenlang de verkeersspecialist van CVP en CD&V en werkte als Kamerlid verschillende wetsvoorstellen in dit kader uit, waaronder de regeling van de zone 30 en de onbemande camera's. Ansoms nam zitting in de commissies Bedrijfsleven (1981-1985), Volksgezondheid, Gezin en Leefmilieu (1981-1985), Tewerkstelling en Sociaal Beleid (1985-1989), Binnenlandse Zaken, Algemene Zaken en Openbaar Ambt (1985-1987), Sociale Zaken (1989-1995) en Infrastructuur, Verkeer en Overheidsbedrijven (1995-2005). Van 1995 tot 2003 was hij voorzitter van de Kamercommissie Bedrijfsleven, Wetenschapsbeleid, Onderwijs, Nationale Wetenschappelijke en Culturele Instellingen, Middenstand en Landbouw. In de Kamer was hij van 1993 tot 2003 ook secretaris en van 2003 tot 2005 quaestor.
In de periode december 1981-mei 1995 had hij als gevolg van het toen bestaande dubbelmandaat ook zitting in de Vlaamse Raad. De Vlaamse Raad was vanaf 21 oktober 1980 de opvolger van de Cultuurraad voor de Nederlandse Cultuurgemeenschap, die op 7 december 1971 werd geïnstalleerd, en was de voorloper van het huidige Vlaams Parlement. In de Vlaamse Raad was Ansoms van 1982 tot 1985 lid van de commissie Huisvesting en zetelde hij van 1982 tot 1989 in de commissie Economie, Tewerkstelling en Energie, van 1988 tot 1989 in de commissie Leefmilieu, Landinrichting en Natuurbehoud, van 1989 tot 1995 in de commissie Openbare Werken en Vervoer en van 1993 tot 1995 in de commissie Binnenlandse Aangelegenheden en Ambtenarenzaken
Ansoms was voorzitter van Intermixt, distributienetbeheerder Iveka, de intercommunale voor grondbeleid en economische expansie Igean en distributienetbeheerder Eandis. Hij was tevens van 2016 tot 2022 bestuurder van netbeheerder Fluxys.
Ansoms is sinds 1974 gehuwd en heeft drie kinderen.

## Trivia
- In de Wetstraat is er soms sprake over het "Ansoms-model". Dit wil zeggen dat een ervaren politicus zich vrijwillig achteraan op de lijst plaatst om jongeren een kans te geven, en even later de fakkel doorgeeft. Jos Ansoms deed dit in 2003.[8]